# Juhos László (labdarúgó)
Juhos László (1939. augusztus 18. – 1996) labdarúgó, hátvéd.

## Pályafutása
Tizenegyévesen kezdett futballozni a Láng Gépgyárban. Tizenhétévesen mutatkozott be a felnőtt csapatban. 1962 nyarán a Láng Gépgyárból igazolt Tatabányára. 1962 és 1969 között a Tatabányai Bányász labdarúgója volt. 1962. augusztus 26-án mutatkozott be az élvonalban a Komlói Bányász ellen, ahol csapata 3–0-s győzelmet ért el. 1964-ben és 1966-ban tagja volt a bajnoki bronzérmet szerzett csapatnak. Az élvonalban 172 bajnoki mérkőzésen két gólt szerzett. Ezt követően szerepelt a KOMÉP-ban majd az ÉPGÉP-ben.

## Sikerei, díjai
- Magyar bajnokság
  - 3.: 1964, 1966